# 盧布斯卡省
盧布斯卡省（波蘭語： 發音：[vɔjɛˈvut͡stfɔ luˈbuskʲɛ] ⓘ；本意为“卢布什之省”）是波蘭的一個省，位於該國西部，西鄰德國，面積13,988平方公里。首府為大波蘭地區戈茹夫和綠山城。1999年由原戈茹夫省和綠山省合併而成。下分2个县级市和12縣，共83个市鎮。